# Гревениц
Гревениц или Гравениц (нем. von Graevenitz) — баронский род.
Ведёт начало от Генриха Гревеница, жившего в Мекленбурге около 1480 года. Отдаленный потомок его, Фридрих Гревениц, в 1797 году выехал в Россию и был «директором» города Павловска до самой смерти (1817). В России стал именоваться Фёдором Карловичем. В 1851 году его сыновьям Высочайше дозволено пользоваться баронским титулом, дарованным им в Мекленбург-Шверине, в 1867 году — также и сыну сенатора Александра Фёдоровича Гревеница — Евгению-Павлу-Николаю.

## Описание герба
В щите, имеющем серебряное поле горизонтально изображён пень с листьями, два вверху и один внизу.
Щит увенчан дворянскими шлемом и короной. Нашлемник: барсук, стоящий на пне с тремя листьями. Намёт на щите серебряный, подложенный красным.

## Известные представители российской ветви рода
- Гревениц, Фёдор Карлович (1760—1817)
  - Гревениц, Павел Фёдорович (1798—1847) — действительный статский советник, лицейский товарищ Пушкина.
  - Гревениц, Фёдор Фёдорович (1802—1859)
  - Гревениц, Александр Фёдорович (1806—1884) — сенатор, действительный тайный советник.
    - Гревениц, Александр Александрович (1837—1901) — действительный статский советник, директор Санкт-Петербургского воспитательного дома.
      - Николай Александрович (1874—1931) — Херсонский и Черниговский губернатор, действительный статский советник, камергер.

    - Гревениц, Евгений Александрович (1843—1887) — производитель работ по составлению и выдаче владенных записей в Вологодской губернии, коллежский советник.
      - Гревениц, Владимир Евгеньевич (1872—1916) — капитан 1 ранга, Георгиевский кавалер.

    - Гревениц, Николай Александрович (1848—1898) — виленский губернатор, тайный советник, гофмейстер.
      - Гревениц, Николай Николаевич (1877—1919)
      - Гревениц, Борис Николаевич (1879—1972)
      - Гревениц, Фёдор Николаевич (1884—1937)

    - Гревениц, Георгий Александрович (1857—1939) — российский дипломат; шталмейстер, действительный статский советник.

## Потомки Пушкина
Род Пушкиных породнился с Гревеницами через правнучку А. С. Пушкина:
- Наталья Николаевна Пушкина (5.06.1907—24.11.1947); муж с 27.08.1933 — барон Александр Николаевич Гревениц (12.06.1911—20.02.1988), сын камергера Николая Александровича
  - барон Николай Александрович Гревениц (р. 13.11.1934); жена: 1-я) с 02.08.1959 — Ирина Ростиславна Попова (р. 7.07.1937); 2-я) с 27.12.1972 — Мартина Лене (р. 19.11.1952)
    - баронесса Наталья Николаевна Гревеница (р. 23.03.1960)
    - барон Александр Николаевич Гревениц (р. 3.03.1962); жена с 1.09.1991 — Екатерина Кремер
    - баронесса Селина Николаевна Гревеница (р. 15.01.1976)
    - баронесса Кира Николаевна Гревеница (р. 22.09.1981)
    - баронесса Надежда Николаевна Гревеница (р. 22.09.1981)

  - барон Александр Александрович Гревениц (р. 7.09.1938)[2]; жена: 1-я) с 24.03.1962 — кн. Марина Николаевна Тундутова (р. 20.03.1940); 2-я) с 13.11.1995 — Ирена Георгиевна Гревениц (р. 6.09.1938)
    - баронесса София Александровна Гревеница (р. 8.11.1963); муж с 10.07.1988 — Марк Эйтерхаген (р. 2.11.1961)
    - барон Сергей Александрович Гревениц (р. 19.05.1972)

## Репрессированы
Гревениц Наталия Александровна, 22 года, уроженка г. Царское Село, русская, из дворян, беспартийная, студентка и делопроизводитель заочного сектора ЛГУ до 25 октября 1937, проживала: г. Ленинград, Ковенский пер., д. 23, кв. 6. Высылалась в 1935. Вновь арестована 18 марта 1938, расстреляна.
Ее отец Александр Николаевич Гревениц расстрелян 2 июля 1925; дядя Федор Николаевич Гревениц расстрелян в Москве 3 декабря 1937; братья Георгий и Николай расстреляны в Москве 27 июля 1941; мать Наталия Георгиевна и тетя София Николаевна высланы в 1935 и осуждены на 5 лет лагерей в 1940.

## Иные известные представители рода
- Гревениц, Александр фон[нем.] (нем.) (р. 1932) — профессор медицинской микробиологии (бактериологии и микологии).
- Гревениц, Вильгельмина фон (1686—1744) — любовница герцога Вюртембергского.
- Гревениц, Людвиг-Вильгельм фон (?—?) — майор виртембергской службы; Георгиевский кавалер, № 2998; 24 июня 1815.
- Гревениц, Фриц фон[нем.] (нем.) (1892—1959) — живописец, скульптор и педагог.